# Австрийско-китайские отношения
Австро-китайские отношения — двусторонние дипломатические отношения между Австрией и Китаем.

## История
Австро-Венгрия была частью Альянса восьми наций, который подавил Ихэтуаньское восстание. Так как страна подписала заключительный протокол, она получила концессию в Тяньцзине вместе с другими членами альянса.
В Первую мировую войну страны вступили на противоположных альянсах: Австро-Венгрия на стороне Центральных Держав, а Китай — на стороне Антанты. Страны находились в состоянии войны. Хотя Китайская республика не посылала солдат, она отправила сотни тысяч рабочих союзникам. Китай также ликвидировал концессию Австро-Венгрии. После поражения Австро-Венгрии Китайская республика подпишет Сен-Жерменский договор с Австрией.
Австрия официально признала Китайскую Народную Республику 28 мая 1971 года. В апреле 2018 года Австрия и Китай подписали соглашение о развитии сотрудничества и присоединении Австрии к инициативе «Один пояс, один путь».

## Дипломатические представительства
- Австрия имеет посольство в Пекине, столице Китая.
- Китай имеет посольство в Вене, столице Австрии.